# Sultanato di Maguindanao
Il Sultanato di Maguindanao fu uno stato Bangsamoro che governò parte dell'isola di Mindanao, nelle Filippine meridionali tra il 1500 e il 1898.
La sua influenza storica si allunga dalla penisola di Zamboanga alla baia di Sarangani. Al suo apice, il sultanato coprì l'intera isola di Mindanao, e governò sulle più piccole isole vicine e intorno a Mindanao. Durante l'epoca della colonizzazione europea, il Sultanato intrattenne rapporti amichevoli con i mercanti inglesi e olandesi.

## Storia
Durante l'epoca indigena, vi erano due fratelli, di nome Mamalu e Tabunaway, che vivevano in pace a Mindanao, nello specifico nella valle di Cotabato. Quando nel XVI secolo lo Sharif Kabungsuwan predicò l'Islam nell'area, Tabunaway si convertì, mentre Mamalu rimase nella posizione della venerazione degli antenati. A seguito di ciò, le strade dei due fratelli si divisero: Tabunaway andò nelle pianure e Mamalu alle montagne, ma mantennero aperto il loro rapporto fraterno, e così fecero un trattato di pace muto tra i musulmani e gli indigeni.
Lo Shariff Mohammed Kabungsuwan di Johor introdusse l'Islam nell'area, che prima era influenzata dall'induismo dai tempi di Srivijaya, alla fine del XVI secolo, si stabilì in persona come Sultano, con sede Malabang-Lanao. Dopo aver fatto esiliare a Cotabato alcuni del suo popolo che deviarono dalla sua fede islamica, egli sposò molte principesse locali della classe regnante dei Maguinadanao a Dulawan, e fondò il Sultanato di Maguindanao, con sete a Dulawan, rendendosi virtualmente Sultano dell'intera isola di cosiddetta Mindanao. The sultanate was usually centered in the valley of Cotabato.
Asraf Mohamad Samalan Dipatuan Qudratullah Fahar'uddin Nasiruddin, noto popolarmente come Qudarat, e come Ullah Untong da giovane, fu uno dei sultani meglio noti ad aver controllato Mindanao. Nel suo santuario isolano a Sulu, fu noto come Sultano Nasiruddin e fu Sultano di quell'isola riconosciuta dal Sultanato di Sulu. Su quell'isola vi si trova ancora la sua tomba. Suo nipote Abd al-Rahman continuò a incrementare il potere e l'influenza del sultanato.

## Elenco dei sultani di Maguindanao
| Regno                                        | Sultano | Altri nomi |
| -------------------------------------------- | --- | --- |
| 1520–1543                                    | Shariff Kabungsuwan | |
| 1520–1543                                    | Sharif Maka-alang | |
| 1574–1578                                    | Sultano Bangkaya | |
| 1578–1585                                    | Sultano Dimasangcay Adel | |
| 1585–1597                                    | Sultano Gugu Sarikula | Datu Salikala |
| 1597–1619                                    | Sultano Laut Buisan | Datu Katchil |
| 1619–1671?                                   | Sultano Muhammad Dipatuan Kudarat | Datu Qudratullah Katchil |
| 1671?–1678?                                  | Sultano Dundang Tidulay | Sultan Saif ud-Din (Saifud Din) |
| 1678?–1699                                   | Sultano Barahaman | Sultan Muhammad Shah Minulu-sa-Rahmatullah |
| 1699–1702                                    | Sultano Kahar ud-Din Kuda | Maulana Amir ul-Umara Jamal ul-Azam |
| 1702–1736                                    | Sultano Bayan ul-Anwar { Maruhom Batua } | Dipatuan Jalal ud-Din Mupat Batua (postumo) |
| 1710–1736 (a Tamontaka)                      | Sultano Amir ud-Din | Paduka Sri Sultan Muhammad Jafar Sadiq Manamir Shahid Mupat (postumo) |
| 1736–1748 (a Sibugay, Buayan e Malabang)     | Sultano Muhammad Tahir ud-Din | Dipatuan Malinug Muhammad Shah Amir ud-Din |
| 1733–1755 (capo supremo Maguindanao al 1748) | Sultano Rajah Muda Muhammad Khair ud-Din | Pakir Maulana Kamsa Amir ud-Din Itamza Azim ud-Din Amir ul-M'umimin |
| 1755–1780?                                   | Sultano Pahar ud-Din | Datu Panglu/Pongloc Mupat Hidayat (postumo) |
| 1780?–1805?                                  | Sultano Kibad Sahriyal | Muhammad Azim ud-Din Amir ul-Umara |
| 1805?–1830?                                  | Sultano Kawasa Anwar ud-Din | Muhammad Amir ul-Umara Iskandar Jukarnain |
| 1830–1854                                    | Sultano Qudratullah Untung | Iskandar Qudratullah Muhammad Jamal ul-Azam Iskandar Qudarat Pahar ud-Din. Il suo nome fu Ullah Untong e prese il nome regale di Sultano Ashrf Samalan Farid Quadratullah, meglio noto come Sultano Qudarat.                          |
| 1854–1884                                    | Sultano Muhammad Makakwa | |
| 1884–1888                                    | Sultano Wata | Sultan Muhammad Jalal ud-Din Pablu |
| 1888–1896                                    | Nessun sultano Sultano Anwar ud-Din, che pose Datu Mamaku (figlio del Sultano Qudratullah Untung) di Buayan per il trono contro l'allora Sultano Datu Mangigin di Sibugay | Nessun sultano Sultano Anwar ud-Din, che pose Datu Mamaku (figlio del Sultano Qudratullah Untung) di Buayan per il trono contro l'allora Sultano Datu Mangigin di Sibugay                                                             |
| 1896–1898                                    | Sultano Taha Colo | Sultan Rabago sa Tiguma |
| 1926-1938                                    | Sultano Mastura Qudarat | Sultano Muhammad Hijaban Iskandar Qudarat, cosanguineo di Datu Tan, Piang di Cotabato, di cui l'ultima nipote Tan Liu Yang sposò Sharif-Sultano Imam Ul-Alam Arpa di Sulu, sovrano spirituale che nel 1915 sostituì Jamalul kiram-II. |